# (6446) Ломберг
(6446) Ломберг (лат. Lomberg) — астероид, относящийся к группе астероидов, пересекающих орбиту Марса. Он был открыт 18 августа 1990 года американским астрономом Элеанор Хелин в Паломарской обсерватории и назван в честь Джона Ломберга, американского графика, известного своими картинами на тему космоса.

Орбита астероида Ломберг и его положение в Солнечной системе